# Carcelia piligena
Carcelia piligena là một loài ruồi trong họ Tachinidae.